# Bratia Daskalovi
Bratia Daskalovi (bulgariska: Братя Даскалови) är en ort i Bulgarien.   Den ligger i kommunen Obsjtina Bratia Daskalovi och regionen Stara Zagora, i den centrala delen av landet, 160 km öster om huvudstaden Sofia. Bratia Daskalovi ligger 227 meter över havet och antalet invånare är 997.
Terrängen runt Bratia Daskalovi är platt åt sydväst, men åt nordost är den kuperad. Närmaste större samhälle är Tjirpan, 14,7 km sydost om Bratia Daskalovi.
Trakten runt Bratia Daskalovi består till största delen av jordbruksmark. Runt Bratia Daskalovi är det glesbefolkat, med 19 invånare per kvadratkilometer.